# Scott Capurro
Scott Allen Capurro (* 10. Dezember 1962 in San Francisco, Kalifornien) ist ein US-amerikanischer Komiker, Autor und Schauspieler. Als Comedian thematisiert er, oftmals kontrovers, Themen wie Lebensstil und Kultur von Homosexuellen, Politik, Rassismus und Phänomene der Populärkultur.

## Leben und Karriere
Capurro wuchs in seiner Geburtsstadt San Francisco auf. Er begann seine Karriere als Schauspieler. 1990 spielte er am Theatre Rhinoceros im Rahmen des San Francisco Festival	die Rolle des Emory in dem Homosexuellen-Stück The Boys in the Band von Mart Crowley.
Capurro wurde 1993 durch seine Rolle als „Tante Jack“, zuständig für das Make-up der Mrs. Doubtfire, in der US-amerikanischen Filmkomödie Mrs. Doubtfire – Das stachelige Kindermädchen bekannt. 1999 lieh er seine Stimme der Figur des Beed Annodue in  Star Wars: Episode I – Die dunkle Bedrohung, an der Seite des Schauspielers und Komikers Greg Proops. Anschließend wandte er sich der Comedy zu.
Sein Debüt als Bühnenkomiker hatte er 1994 im Rahmen des Edinburgh Fringe Festival mit seinem Solo-Programm Risk-Gay. 1994 erhielt er den Edinburgh Comedy Award (Perrier Award) für den besten Newcomer beim Edinburgh Festival. Ab 1995 trat er mit mehreren Bühnenprogrammen und One-Man-Shows als Comedian auf und gastierte u. a. in London, Glasgow (beim Glasgow Comedy Festival) und Melbourne.
2002 präsentierte er auf dem britischen Sender Channel 4 eine humorvolle Dokumentation mit dem Titel The Truth About Gay Animals, die sich mit dem Thema Homosexualität im Tierreich auseinandersetzte. Capurro besuchte verschiedene in Gefangenschaft lebende Tiergruppen, die homosexuelles Verhalten zeigten, und interviewte in der Dokumentation das Pflegepersonal darüber. Der Doku-Film enthielt auch ein Interview mit Janet Young, Baroness Young, einer entschiedenen Gegnerin von Homosexuellenrechten und Verfechterin traditioneller Werte. Capurro zeigte Young ein Video mit verschiedenen Tierrassen beim homosexuellem und lesbischen Geschlechtsverkehr und befragte sie anschließend, ob dies ihre Ansicht von „unnatürlichem“ Verhalten beeinflusst habe.
Von Mai bis Juni 2008 spielte er die Rolle des Sammy in Joe DiPietros Theaterstück Fucking Men am Finborough Theatre in London.
Capurro war regelmäßiger Diskussionsteilnehmer in der auf dem britischen Sender Channel 5 ausgestrahlten Talkshow The Wright Stuff. Er war außerdem Gastgeber einer Live-Chat-Show, Scott Capurro's Position; zu seinen Gästen gehörten u. a. Michael Barrymore, Vivienne Westwood und Boy George.
Capurro ist verheiratet; sein Ehemann Edson stammt aus Brasilien. Capurro lebt in East London.

## Filmografie

### Filme
- 1993: Mrs. Doubtfire – Das stachelige Kindermädchen (Mrs. Doubtfire)
- 1999: Star Wars: Episode I – Die dunkle Bedrohung (Star Wars: Episode I – The Phantom Menace; Stimme)

### Gastauftritte
- 1998: We’re Funny That Way (Dokumentarfilm)
- 1998–1999: Nash Bridges (Fernsehserie)
- 2001–2002: That Gay Show (als Moderator)
- 2002: The Truth About Gay Animals (als Moderator)